# 相生 (甲府市)
相生（あいおい）は、山梨県甲府市の町名。現行行政地名は、相生一丁目から相生三丁目。住居表示実施済み区域。郵便番号は400-0858。

## 地理と歴史的景観
相生は平和通りの終点である相生歩道橋交差点の南側に位置する。北から北東にかけて中央、東で若松町、南東で太田町、南で伊勢、西で荒川を跨いで高畑・上石田、北西で寿町・丸の内と隣接する。宝とは交差点を挟んで向かい合う箇所があるが、わずかに接していない。国道358号を隔てて北西側に一丁目、北東側が二丁目が置かれ、一丁目と二丁目の南側が三丁目である。一丁目の国道52号沿いと二丁目の北側はオフィスビルやビジネスホテルが建ち並んでいる一方で、裏側は住宅地となっている。
相生は近世甲府城下町の南西端にあたる。二丁目北側は甲府城二ノ堀に囲郭された内郭区域に隣接し、甲府勤番士屋敷などの旧武家地は内郭外にも分布している。三丁目界隈は甲府城下南端に位置し寺院などが分布しており、現在の遊亀通りを挟んで甲府市若松町地区にも信立寺や一蓮寺などの寺院が分布している。また、三丁目北側は三ノ堀に囲郭された旧町人地である新府中に隣接し、甲府城下の経済的中心地に近接していた。

### 河川
- 荒川 (山梨県) - 三丁目の西側から南側へ曲がるように流れている。

## 世帯数と人口
2018年（平成30年）8月31日現在の世帯数と人口は以下の通りである。
| 丁目      | 世帯数  | 人口    |
| --------- | ------- | ------- |
| 相生1丁目 | 381世帯 | 712人   |
| 相生2丁目 | 330世帯 | 571人   |
| 相生3丁目 | 199世帯 | 363人   |
| 計        | 910世帯 | 1,646人 |

## 小・中学校の学区
市立小・中学校に通う場合、学区は以下の通りとなる。
| 丁目      | 番・番地等 | 小学校             | 中学校           |
| --------- | ---------- | ------------------ | ---------------- |
| 相生1丁目 | 全域       | 甲府市立舞鶴小学校 | 甲府市立西中学校 |
| 相生2丁目 | 全域       | 甲府市立舞鶴小学校 | 甲府市立西中学校 |
| 相生3丁目 | 全域       | 甲府市立舞鶴小学校 | 甲府市立西中学校 |

## 施設

### 相生一丁目
- 山梨県民信用組合本店
- 共栄火災海上保険甲府支社
- みずほ証券甲府支店
- 大同生命甲府営業支社
- 損害保険ジャパン甲府支社

### 相生二丁目
- 甲府市役所‐仮本庁舎。本庁舎建て替え中は旧相生小学校を改修し使用。
- 甲府商工会議所
- 三井住友海上火災保険山梨支店
- アクサ生命保険甲府支社
- 朝日生命保険甲府支社
- ジャックス甲府支店
- 中央労働金庫山梨支店

### 相生三丁目
- 光沢寺
- 仏国寺
- 千松院
- 中楯スポーツセンター